# Institut suisse de droit comparé
 (janvier 2024).

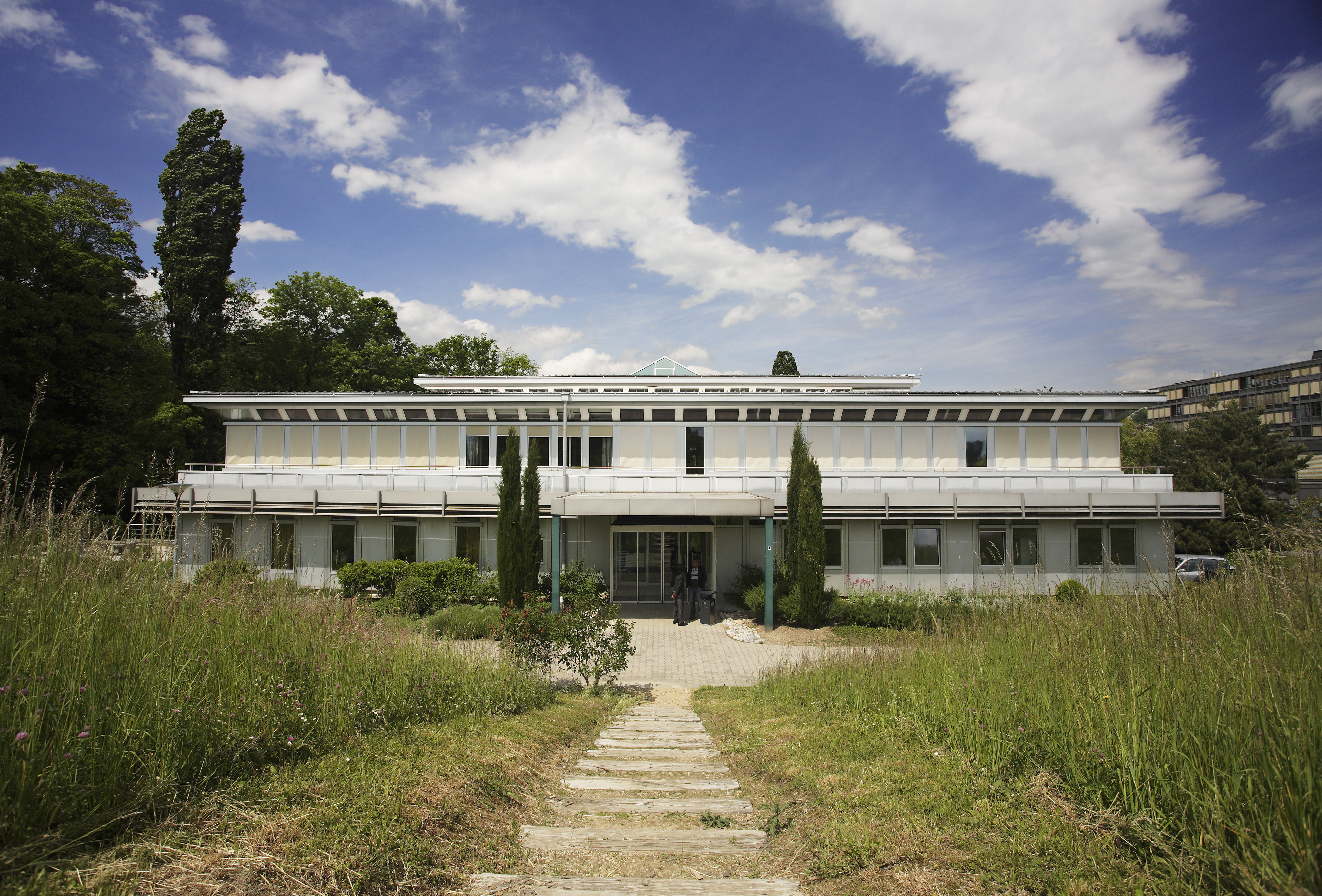
L'Institut suisse de droit comparé, situé sur le campus de l'Université de Lausanne

L’Institut suisse de droit comparé (ISDC) est un établissement autonome de la Confédération suisse créé en 1978 par un acte de l'Assemblée fédérale. Il ouvre ses portes au public en 1982. 
Il est situé à Écublens, au bord du Léman et au cœur du campus de l'Université de Lausanne.

## Description
L’ISDC est un doté d’une vaste bibliothèque de droit étranger et de droit international public et privé.
- 360 000 ouvrages juridiques dans une soixantaine de langues originales
- 2 000 périodiques sous forme papier
- 900 périodiques électroniques
- une trentaine de bases de données
- un centre de documentation européen (CDE)

L'ISDC est un centre de consultation juridique :
- modèles de référence et d’inspiration nécessaires à l’élaboration des lois et à la ratification par la Suisse des traités internationaux
- analyses comparatives et avis de droit pour des clients publics et privés, suisses et étrangers
- domaines abordés: droit international ou droit interne, tant public que privé, des tats du monde entier

L’ISDC organise tous les ans plusieurs colloques et conférences scientifiques :
- Colloques consacrés à des thèmes d'actualité abordés dans une perspective comparative
- Journées de droit international privé
- Rencontres informelles (conférences)

L'ISDC accueille des chercheurs du monde entier, offrant à certains d'entre eux des bourses ou des stages.